# Extensometria

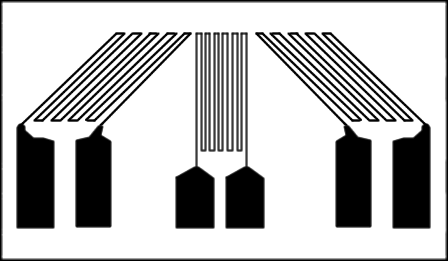
Roseta.

A extensometria é uma técnica experimental para a medição de esforços e deformações baseando-se na mudança da resistência elétrica de um material ao ser submetido a tensões. Devido à recente introdução do método de elementos finitos, esta técnica é menos utilizada. Esta técnica não deveria deixar de ser utilizada já que mede de uma maneira mais exata, pelo que geralmente se usa na fase final do desenho de um produto.
É extremamente útil na medida de esforços vibracionais e deteção de ressonâncias a alta frequência (a resposta em frequência de uma banda/sensor extensométrica é de 100kHz) onde os algoritmos de simulação por elementos finitos não oferecem resultados fiáveis (estes costumam começar a mostrar imprecisões com sistemas complexos que vibrem a mais de 50 Hz).
Em suas múltiplas variantes permite determinar estados tensionais unidirecionais ou completos (rosetas, arranjos a 90º, etc..), medir deformações a alta temperatura (até uns 800 °C com bandas soldáveis), controlar obra civil (sensores para betão) e fabricar acelerómetros extremamente sensíveis capazes de medir campos contínuos.
Seu uso requer a mudança um amplificador analógico de elevadas prestações e um filtro anti-aliasing (para sistemas com registo digital do sinal).
Esta técnica baseia-se no uso de sensores extensométricas ou rosetas de deformação.